# Topolovec Pisarovinski
Topolovec Pisarovinski je naseljeno mjesto u Republici Hrvatskoj u Zagrebačkoj županiji. 

## Zemljopis
Administrativno je u sastavu općine Pisarovina. Naselje se proteže na površini od 1,67 km².

## Stanovništvo
Prema popisu stanovništva iz 2001. godine u Topolovcu Pisarovinskom živi 30 stanovnika i to u 11 kućanstava. Gustoća naseljenosti iznosi 17,96 st./km².
| broj stanovnika | 104   | 108   | 110   | 130   | 111   | 114   | 106   | 95    | 83    | 80    | 67    | 44    | 47    | 43    | 30    | 61    | 53    |
|                 | 1857. | 1869. | 1880. | 1890. | 1900. | 1910. | 1921. | 1931. | 1948. | 1953. | 1961. | 1971. | 1981. | 1991. | 2001. | 2011. | 2021. |